# Petersburg (Alaszka)
Petersburg település az Amerikai Egyesült Államok Alaszka államában, [[|Petersburg megyében]], melynek megyeszékhelye is. Lakosainak száma 3398 fő (2020. április 1.).

## Népesség
A település népességének változása:

| 2010 | 2 948 |
| 2020 | 3 398 |